# Mark McKenna
 (septembre 2023).
La mise en forme du texte ne suit pas les recommandations de Wikipédia : il faut le « wikifier ».
Les points d'amélioration suivants sont les cas les plus fréquents. Le détail des points à revoir est peut-être précisé sur la page de discussion.
- Les titres sont pré-formatés par le logiciel. Ils ne sont ni en capitales, ni en gras.
- Le texte ne doit pas être écrit en capitales (les noms de famille non plus), ni en gras, ni en italique, ni en « petit »…
- Le gras n'est utilisé que pour surligner le titre de l'article dans l'introduction, une seule fois.
- L'italique est rarement utilisé : mots en langue étrangère, titres d'œuvres, noms de bateaux, etc.
- Les citations ne sont pas en italique mais en corps de texte normal. Elles sont entourées par des guillemets français : « et ».
- Les listes à puces sont à éviter, des paragraphes rédigés étant largement préférés. Les tableaux sont à réserver à la présentation de données structurées (résultats, etc.).
- Les appels de note de bas de page (petits chiffres en exposant, introduits par l'outil «  Source ») sont à placer entre la fin de phrase et le point final[comme ça].
- Les liens internes (vers d'autres articles de Wikipédia) sont à choisir avec parcimonie. Créez des liens vers des articles approfondissant le sujet. Les termes génériques sans rapport avec le sujet sont à éviter, ainsi que les répétitions de liens vers un même terme.
- Les liens externes sont à placer uniquement dans une section « Liens externes », à la fin de l'article. Ces liens sont à choisir avec parcimonie suivant les règles définies. Si un lien sert de source à l'article, son insertion dans le texte est à faire par les notes de bas de page.
- La présentation des références doit suivre les conventions bibliographiques. Il est recommandé d'utiliser les modèles {{Ouvrage}}, {{Chapitre}}, {{Article}}, {{Lien web}} et/ou {{Bibliographie}}. Le mode d'édition visuel peut mettre en forme automatiquement les références.
- Insérer une infobox (cadre d'informations à droite) n'est pas obligatoire pour parachever la mise en page.

Pour une aide détaillée, merci de consulter Aide:Wikification.
Si vous pensez que ces points ont été résolus, vous pouvez retirer ce bandeau et améliorer la mise en forme d'un autre article.
Mark McKenna, né à Dublin le 5 mai 1996, est un acteur, chanteur, auteur-compositeur et producteur irlandais. Il a notamment joué dans le film Sing Street et la série Wayne.

## Carrière
Il fait ses débuts au cinéma en 2016 dans la comédie dramatique et musicale Sing Street . Il est ensuite le chanteur et guitariste principal du groupe The Girl Talk à partir de 2016, puis il rejoint le groupe Milk en 2019. Il obtient le rôle de Wayne dans la série télévisée américaine éponyme, sortie le 16 janvier 2019. Il s'agit de son premier rôle principal. À partir de 2016, il publie ses démos sur SoundCloud, sous le nom de Loverboy.
Il incarne le rôle de Simon dans la série Qui ment ? (One Of Us Is Lying), basée sur le roman policier de Karen M. McManus.

## Filmographie

### Cinéma
| Année | Titre                                          | Rôle            |
| ----- | ---------------------------------------------- | --------------- |
| 2016  | Sing Street                                    | Eamon           |
| 2018  | Overlord                                       | Murphy          |
| 2020  | The Winter Lake                                | Col.            |
| 2022  | Dalíland                                       | Alice Cooper    |
| 2023  | Le Club des miracles                           | George Hennessy |
| 2024  | Tu ne mentiras point (Small Things Like These) | Ned             |

### Séries télévisées
| Année     | Titre               | Rôle                 | Remarques                                    |
| --------- | ------------------- | -------------------- | -------------------------------------------- |
| 2017      | Redwater            | Jimmy                | 2 épisodes                                   |
| 2019      | Wayne               | Wayne McCullough Jr. | Rôle principal                               |
| 2021-2022 | Qui ment ?          | Simon Kelleher       | Casting principal saison 1 ; invité saison 2 |
| 2023      | Most Dangerous Game | Taft                 | Saison 2                                     |

## Discographie
Il chante et joue pour The Girl Talk de 2016 à 2018. Il paraît dans l'album du groupe, intitulé R.I.P The Girl Talk. En 2018 il crée plusieurs démos de ses chansons solo sous le nom de scène «Loverboy». En parallèle, il rejoint le groupe Milk avec lequel il enregistre certains de ses titres. 1, The EP est produit par un label indépendant et sort sur les plateformes de téléchargement et de streaming le 19 juin 2020. Le 19 août 2021, 2, The EP paraît sous le label Boum.Records.

### Titres par groupe
| Groupe        | Album                                       | Titre                                         | Sortie |
| ------------- | ------------------------------------------- | --------------------------------------------- | ------ |
| The Girl Talk |                                             | "Medicine"                                    | 2016   |
| The Girl Talk | "Scariff"                                   |                                               | 2016   |
| The Girl Talk | R.I.P The Girl Talk(2020)                   | "When I Know"                                 | 2018   |
| The Girl Talk | R.I.P The Girl Talk(2020)                   | "Heroic Chic"                                 | 2018   |
| Milk          |                                             | "Temperature"                                 | 2019   |
| Milk          | 1, The EP(2020)                             | "Drama Queen"                                 | 2019   |
| Milk          | 1, The EP(2020)                             | "A Little More"                               | 2019   |
| Milk          | 1, The EP(2020)                             | Always On Time                                | 2020   |
| Milk          | 1, The EP(2020)                             | "Treat Me"                                    | 2020   |
| Milk          | 1, The EP(2020)                             | "Saudade, Pt. 1"                              | 2020   |
| Milk          | 1, The EP(2020)                             | "Saudade, Pt. 2" (avec Search Party Animal)   | 2020   |
| Milk          | 2, The EP(2021)                             | "I Hate The Way You're Looking At Me (Lately) | 2020   |
| Milk          | 2, The EP(2021)                             | "You And I"                                   | 2021   |
| Milk          | 2, The EP(2021)                             | "2." (avec Search Party Animal)               | 2021   |
| Milk          | 2, The EP(2021)                             | "In LA"                                       | 2021   |
| Milk          | 2, The EP(2021)                             | "You're So"                                   | 2021   |
| Milk          | 2, The EP(2021)                             | "I Don't Mind Falling In Love With You        | 2021   |
| Milk          |                                             | "I Might Bore You"                            | 2022   |
| Milk          | "Human Contact"                             |                                               | 2022   |
| Milk          | "I Think I Lost My Number Can I Have Yours" | 2023                                          |        |